# Wallace Fox
Wallace Fox (Purcell, 9 de marzo de 1895 - Hollywood, 30 de junio de 1958) fue un director de cine estadounidense. Dirigió más de 80 películas entre 1927 y 1953.
Comenzó como asistente de dirección de las películas de Edwin Carewe en la década de 1920, antes de pasar a la dirección. Probó suerte en varios géneros, desde películas de terror hasta wésterns, pasando por la comedia y el drama.

## Filmografía seleccionada
- Trail of Courage (1928)
- The Ridin' Renegade (1928)
- The Avenging Rider (1928)
- Driftin' Sands (1928)
- Partners of the Trail (1931)
- Devil on Deck (1932)
- Cannonball Express (1932)
- Bowery Blitzkrieg (1941)
- The Corpse Vanishes (1942)
- Let's Get Tough! (1942)
- Bowery at Midnight (1942)
- 'Neath Brooklyn Bridge (1942)
- Bullets for Bandits (1942)
- The Girl from Monterrey (1943)
- The Great Mike (1944)
- Brenda Starr, Reporter (1945)
- Docks of New York (1945)
- Pillow of Death (1945)
- The Vigilante (1947)
- The Gay Amigo (1949)
- West of Wyoming (1950)
- Gunslingers (1950)
- Blazing Bullets (1951)